# Rivière à la Martre Ouest
Rivière à la Martre Ouest är ett vattendrag i Kanada.   Det ligger i provinsen Québec, i den östra delen av landet, 800 km nordost om huvudstaden Ottawa.
I omgivningarna runt Rivière à la Martre Ouest växer i huvudsak blandskog. Runt Rivière à la Martre Ouest är det mycket glesbefolkat, med 2 invånare per kvadratkilometer.